# Epimetheus
 For alternative betydninger, se Epimetheus (flertydig). (Se også artikler, som begynder med Epimetheus)
Epimetheus (gr.: bagud-tænkende) er en af titanerne inden for græsk mytologi.
Ifølge Protagoras i Platons dialog "Protagoras" fik Epimetheus, sammen med sin tvillingebror Prometheus (gr.: forud-tænkende), til opgave at give alle dyr og mennesker egenskaber, der kunne hjælpe dem i deres liv. Prometheus fik besked på, at Epimetheus ville uddele egenskaber først, men da han kom til menneskene, mente Epimetheus, at der ikke var mere at give. Som det ligger i navnet opdagede Epimethus først denne fejl, efter han havde begået den. Prometheus stjal imidlertid ilden og håndværkssnilde fra guderne Hefaistos og Athene og gav herefter denne til menneskene, for hvilket han blev lænket til en klippe med en ørn, der igen og igen at spise hans lever.
Guderne sendte herefter Pandora til menneskene for at give dem en krukke indeholdende alverdens plager. Trods advarsler fra Prometheus om ikke at tage imod gaver fra Zeus modtog den enfoldige Epimetheus krukken og åbnede denne, hvorefter plagerne strømmede ud af Pandoras æske.

## Fodnoter
1. ↑  Thiedecke, Johnny. "Sofisten om retfærdighed og demokrati", Drømme eller mareridt (1. udgave), Forlaget Pantheon 2006, side 16-18. ISBN 87-90108-46-9.